# Tektronix
Tektronix, Inc. è una società nordamericana operante nel mercato delle apparecchiature elettroniche di test e misura, oscilloscopi, analizzatori logici e attrezzatura di protocollo di prova video e dispositivi mobili. La società, che risiede a Beaverton (Oregon), dal novembre 2007 è diventata una filiale di Danaher Corporation.
Alla società sono associati diversi enti di beneficenza, tra i quali la Fondazione Tektronix e il MJ Murdock Charitable Trust in Vancouver Washington. Nel 2008 la società ha ricevuto il premio Technology & Engineering Emmy Award, per lo sviluppo di sistemi di monitoraggio dei flussi di trasporto dati ATSC & DVB.

## Storia
La società nasce nel 1946 subito dopo la seconda guerra mondiale; i fondatori sono Howard Vollum e Melvin J. "Jack" Murdock, il cui interesse è orientato allo sviluppo e miglioramento di uno strumento di misura elettronico quasi universale, l'oscilloscopio. A loro si deve l'invenzione del trigger, un circuito elettronico che ha determinato un significativo passo in avanti tecnologico di questo strumento. Inizialmente la sede si trovava in Foster Road Sea Avenue a Portland, Oregon, e nel 1947 contava 12 dipendenti. Nel 1951 i dipendenti erano saliti a 250.
Nel 1950 l'azienda iniziò la costruzione di un impianto di produzione nella contea di Washington, Oregon, in Barnes Road e l'impianto fu ampliato fino a 7000 m², diventando il quartier generale della società a seguito di una votazione dei propri dipendenti.
Nel 1957 ebbe inizio la costruzione su 313 acri (1,27 km²) del nuovo quartier generale, che divenne operativo il 1º maggio 1959 con il nome Parco Industriale Tektronix. Nel 1974 fu acquistato a Wilsonville, Oregon, il terreno di 1 km² per la costruzione di un impianto dedicato al gruppo di ricerca e sviluppo sull'immagine. Nel 1976 l'azienda, che contava quasi 10.000 dipendenti, è diventata il più grande datore di lavoro dello Stato. Il forte sviluppo dell'azienda ha favorito la nascita di un certo numero di imprese high-tech denominate collettivamente "Silicon Forest".
Per molti anni Tektronix è stato il principale produttore di elettronica in Oregon, raggiungendo nel 1981 i 24.000 dipendenti. Alcuni suoi stabilimenti sono ubicati in Sud America, Europa, Asia.
Per molti anni ha operato in Giappone come Sony-Tektronix a seguito di una joint venture al 50-50 con Sony Corporation.

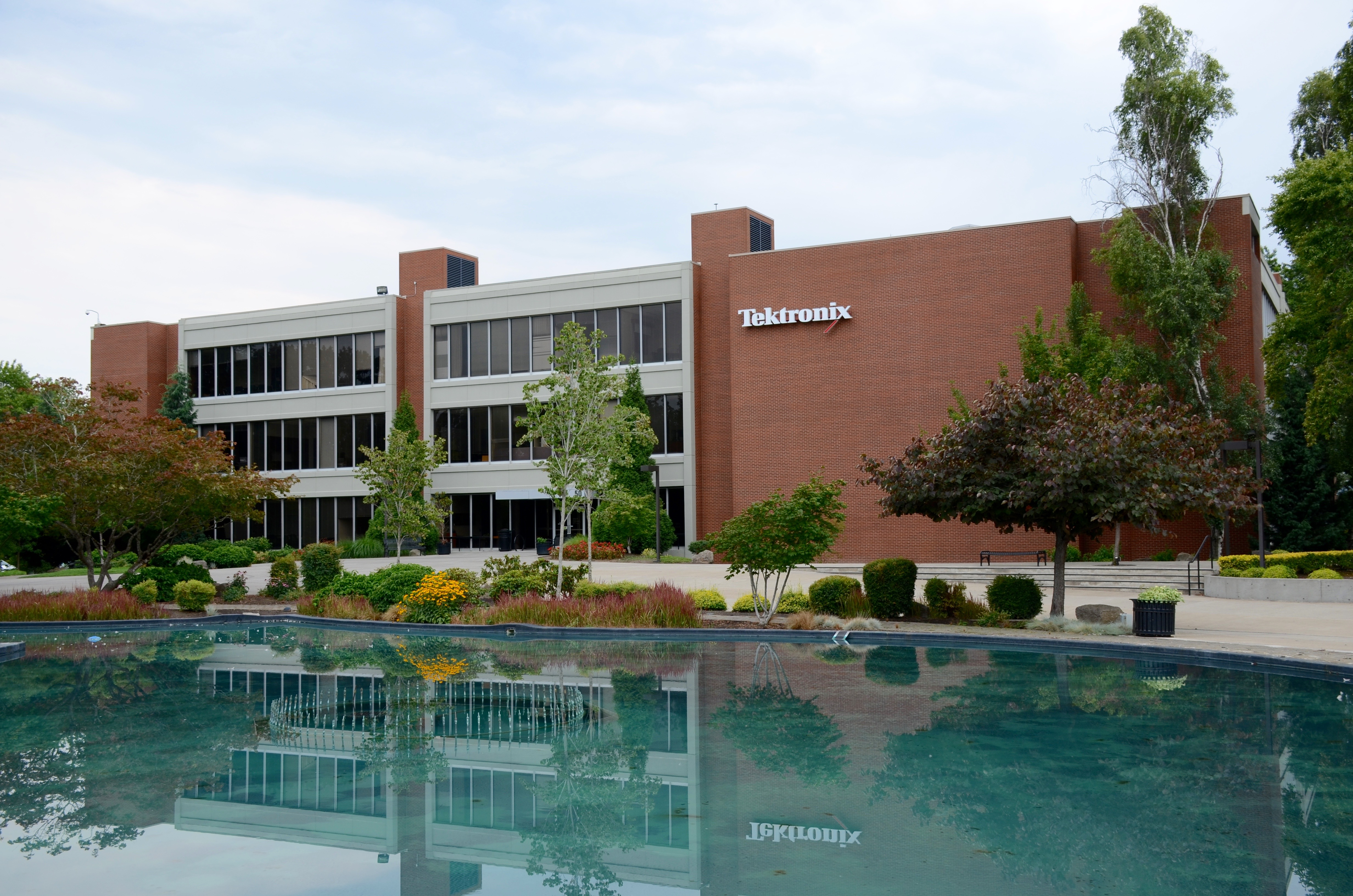
La sede centrale di Tekronix a Beaverton (Oregon) nel 2015

Molti dipendenti di talento sono fuoriusciti dalla società e hanno fondato altre aziende (spin-off), come Mentor Graphics, Planar System, Floating Point System, Merix Corporation e Anthro Corporation. Da queste, ulteriori spin-off generarono altre società, come InFocus.
Per decenni gli strumenti di questa azienda hanno avuto una posizione leader sul mercato, iniziata con gli oscilloscopi con tubo a raggi catodici e proseguita con strumenti di altro genere, proprio come Hewlett-Packard (ora Keysight Technologies), altra azienda leader in questo settore. La politica aziendale è il progetto di apparecchiature di altissima qualità, costose ma con prestazioni allo stato dell'arte, i tubi CRT venivano realizzati in proprio. L'azienda conta un gran numero di brevetti, possiede un impianto di produzione di circuiti integrati per poter realizzare IC di propria concezione (custom), ottimizzati per ottenere le massime prestazioni dai propri strumenti. Il colore, come una bandiera, scelto dai fondatori della società per i cabinet dei loro prodotti è il blu.

## Alcune macchine

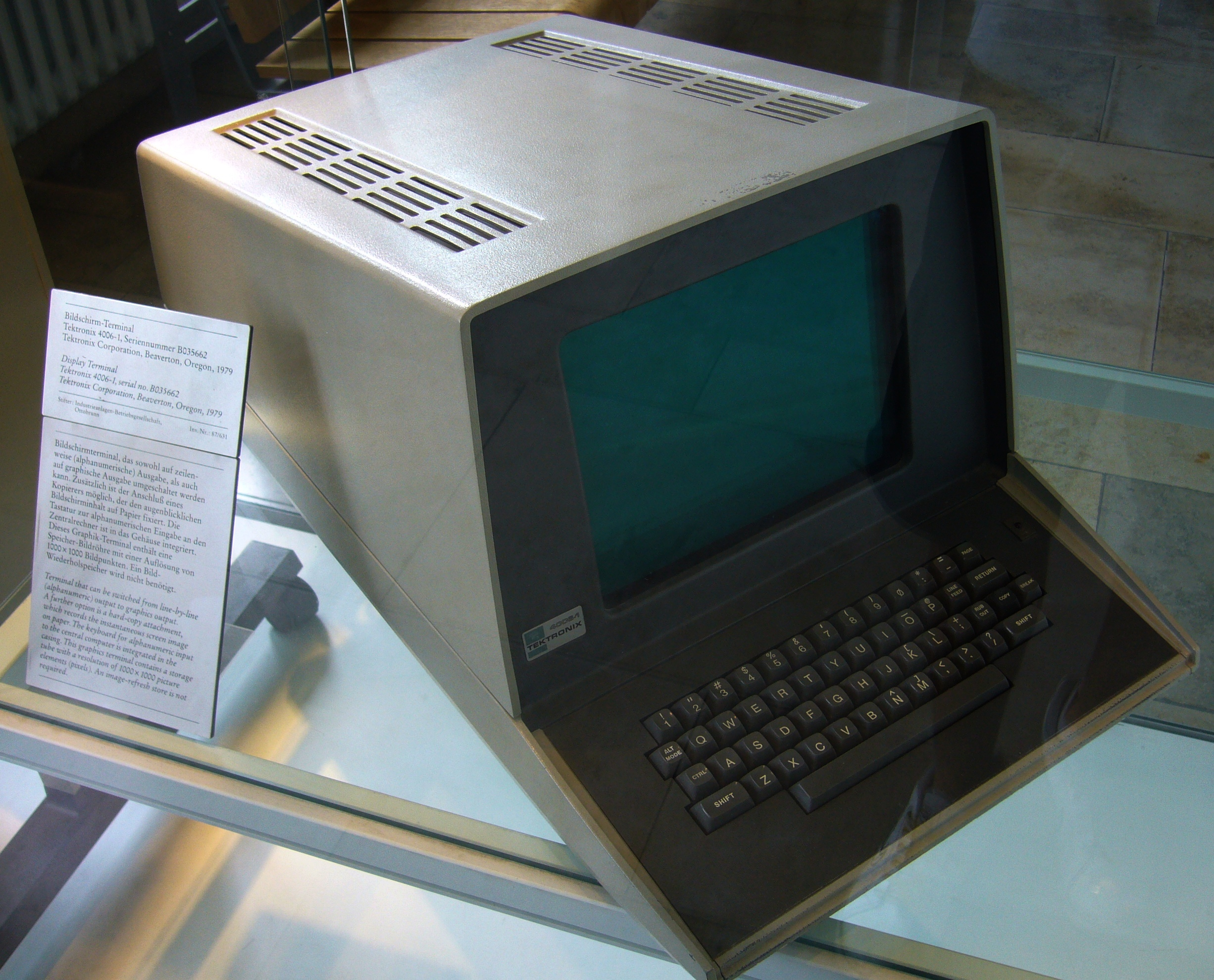
Videoterminale Tektronix 4006 esposto al Deutsches Museum di Monaco di Baviera.
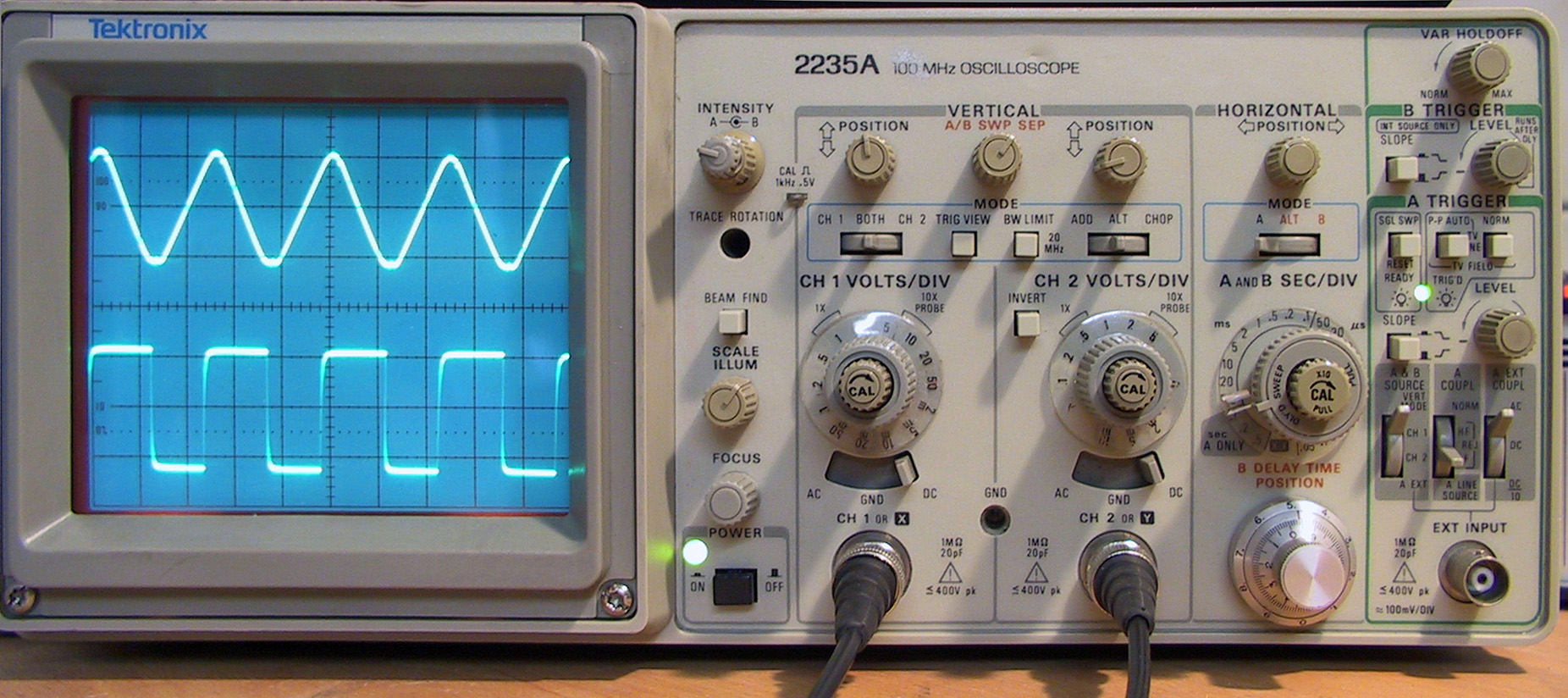
Oscilloscopio Tektronix 2235A che mostra forma d'onda sinusoidale e una forma d'onda quadra.
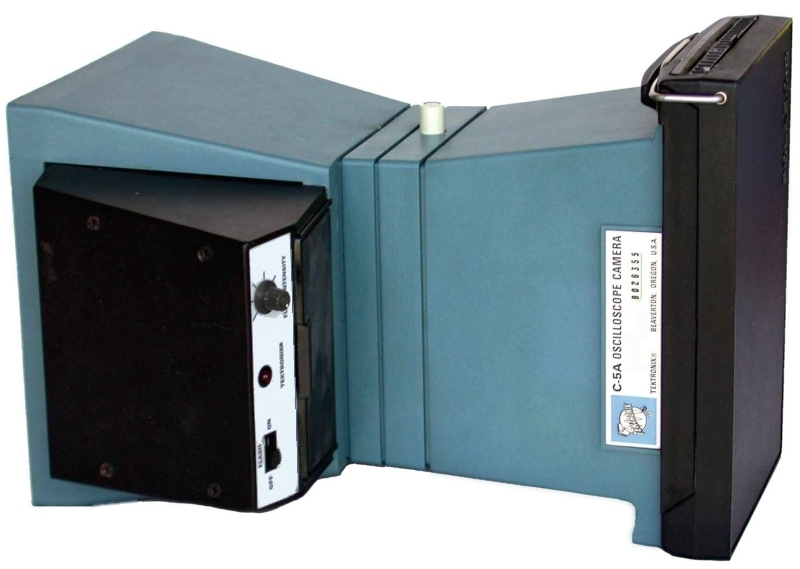
Fotocamera per oscilloscopio Mod. C-5A della Tektronix.